# I Can Get It for You Wholesale (альбом)
I Can Get It for You Wholesale — студийная музыкальная запись оригинального бродвейского мюзикла «Я могу достать это вам по оптовой цене», автором слов и музыки всех песен стал Гарольд Роум. В качестве сингла с альбома была выпущена песня «Miss Marmelstein», исполненная Барброй Стрейзанд.

## Список композиций
| №                   | Название                         | Исполнители                                                                      | Длительность |
| ------------------- | -------------------------------- | -------------------------------------------------------------------------------- | ------------ |
| 1.                  | «Overture»                       |                                                                                  | 1:27         |
| 2.                  | «I’m Not a Well Man»             | Барбра Стрейзанд, Джек Крушен                                                    | 2:21         |
| 3.                  | «The Way Things Are»             | Эллиотт Гулд                                                                     | 1:41         |
| 4.                  | «When Gemini Meets Capricorn»    | Мэрилин Купер, Эллиотт Гулд                                                      | 2:48         |
| 5.                  | «Momma, Momma, Momma»            | Эллиотт Гулд, Лиллиан Рот                                                        | 2:57         |
| 6.                  | «The Sound of Money»             | Эллиотт Гулд, Шири Норт                                                          | 4:15         |
| 7.                  | «Too Soon»                       | Лиллиан Рот                                                                      | 3:05         |
| 8.                  | «The Family Way»                 | Эллиотт Гулд, Лиллиан Рот, Мэрилин Купер, Кен Лерой, Бэмби Линн                  | 3:08         |
| 9.                  | «Who Knows?»                     | Мэрилин Купер                                                                    | 3:41         |
| 10.                 | «Ballad of the Garment Trade»    | Барбра Стрейзанд, Эллиотт Гулд, Мэрилин Купер, Кен Лерой, Бэмби Линн             | 3:25         |
| 11.                 | «Have I Told You Lately?»        | Кен Лерой, Бэмби Линн                                                            | 3:10         |
| 12.                 | «A Gift Today»                   | Эллиотт Гулд, Лиллиан Рот, Мэрилин Купер, Кен Лерой, Бэмби Линн                  | 3:55         |
| 13.                 | «Miss Marmelstein»               | Барбра Стрейзанд                                                                 | 3:22         |
| 14.                 | «A Funny Thing Happened»         | Эллиотт Гулд, Мэрилин Купер                                                      | 2:38         |
| 15.                 | «What’s in It for Me?»           | Гарольд Лэнг                                                                     | 1:57         |
| 16.                 | «Eat a Little Something»         | Эллиотт Гулд, Лиллиан Рот                                                        | 2:10         |
| 17.                 | «What Are They Doing to Us Now?» | Барбра Стрейзанд, Келли Браун, Джеймс Хикмэн, Люба Лиза, Уилма Керли, Пэт Тёрнер | 7:11         |
| Общая длительность: | Общая длительность:              | Общая длительность:                                                              | 52:43        |

## Позиции в хит-парадах
| Хит-парад (1962)        | Высшая позиция |
| ----------------------- | -------------- |
| США (Billboard Top LPs) | 125            |